# Michele Traversa
Michele Traversa (Botricello, 26 aprile 1948 – Catanzaro, 11 aprile 2025) è stato un politico e sindacalista italiano.

## Biografia
Michele Traversa nacque a Botricello il 26 aprile 1948. Esponente sindacale nella Cisnal e vicesegretario generale dell'Ugl, fu un esponente del Movimento Sociale Italiano, consigliere comunale di Catanzaro dal 1985 al 1990, consigliere e assessore regionale di Alleanza Nazionale dal 1995 al 1999 e commissario provinciale di AN e presidente della provincia di Catanzaro dal 1999. Fu presidente dell'Unione delle province calabresi.
Venne rieletto Presidente della Provincia di Catanzaro nel 2004 (ballottaggio del 26 e 27 giugno), raccogliendo il 51,2% dei voti in rappresentanza di una coalizione di centrodestra.
Col mandato in scadenza nel 2009, Michele Traversa decise di dimettersi con un anno di anticipo per accettare la candidatura alla Camera dei deputati alle elezioni politiche del 2008. Venne eletto deputato per le liste del Popolo della Libertà in Calabria.
In seguito alle elezioni amministrative in Italia del 2011 (15-16 maggio), fu eletto sindaco di Catanzaro con una percentuale del 62%.
Il 17 dicembre 2011 si dimise dall'incarico di Sindaco del Comune di Catanzaro dopo appena 7 mesi di mandato optando per la carica di Deputato Nazionale, alla luce della sentenza n.277 dell'ottobre 2011 della Corte Costituzionale, stabilente l'incompatibilità tra la carica di sindaco dei Comuni oltre i 20 000 abitanti e quella di parlamentare. Traversa fu l'unico parlamentare a ricoprire anche l'incarico di sindaco ad aver optato per rimanere in Parlamento piuttosto che come primo cittadino della sua città. Il 10 gennaio 2012 le dimissioni divennero definitive aprendo la fase di commissariamento dell'ente comunale.
Fu anche Presidente onorario del Parco della Biodiversità mediterranea.
Morì a Catanzaro l'11 aprile 2025, due settimane prima di compiere 77 anni.